# Jo Anemaet
Johannes Franciscus (Jo) Anemaet (Philipsburg, Sint Maarten, 19 december 1911 - Drunen, 24 september 2004) was een Nederlands kunstschilder. Hij is vooral bekend door zijn werk uit Curaçao.

## Leven en werk
Anemaet was de zoon van een Nederlandse politieman op Sint Maarten; zijn moeder kwam van de Bovenwindse Eilanden. Zijn eerste jaren woonde hij in Sint Maarten, later in Curaçao en toen zijn vader met pensioen ging, verhuisde het gezin naar Nederland. Toen hij achttien jaar was, ging hij in dienst bij het Koninklijk Nederlandsch-Indisch Leger (KNIL) en vertrok naar Nederlands-Indië. Tijdens de Japanse bezetting van Nederlands-Indië werd hij krijgsgevangen gemaakt en geïnterneerd op Flores. Na zijn bevrijding in augustus 1945 werd hij overgeplaatst naar het eiland Morotai en wat later naar Celebes.
In 1946 trouwde hij met Paulina Albertina Cornelia Stoop. Het echtpaar kreeg een zoon en twee dochters. Nadat hij in 1949 met ziekteverlof naar Nederland terugkeerde, kwam hij in dienst bij de Koninklijke Landmacht. Hij werd op Curaçao gedetacheerd bij het Korps Mariniers en bleef daar tot zijn pensionering in 1965. Na zijn pensionering bracht hij met zijn vrouw de wintermaanden in Curaçao door in het appartement bij het huis van zijn dochter. In de zomer woonden zij in Nederland.

## Werk als kunstschilder
Anemaet was autodidact en tekende al op jonge leeftijd. Reeds in zijn Indische tijd maakte hij snelle schetsen ter plaatse van straattaferelen en landschappen om die dan thuis uit te werken. De schetsen, tekeningen en schilderijen die hij in Nederlands-Indië maakte, zijn op een paar uitzonderingen na in de oorlog verloren gegaan. Een twintigtal schetsen en tekeningen van het leven in het krijgsgevangenenkamp en van medegevangenen is bewaard gebleven, evenals een aantal landschapsstudies en taferelen uit het militaire leven in Celebes. In Curaçao maakte hij  op basis van eerder gemaakte schetsen en zijn herinnering nog enkele schilderijen over Indonesië. Curaçao was echter het hoofdobject van zijn schilder- en tekenkunst. Hij maakte een groot aantal schilderijen van het landschap, het leven en werken op Curaçao en vele portretten. Hij hield van de steegjes in Otrobanda, de huisjes in de kunuku en vooral van mensen.
In Nederland ging hij na zijn pensionering door met het schilderen van Curaçao aan de hand van vroegere schetsen. Daarbij kwamen ook pentekeningen en aquarellen.
Anemaets schilderijen zijn geëxposeerd geweest op tentoonstellingen in Curaçao, Nederland en België. Werk van zijn hand is opgenomen in de collecties van de Centrale Bank Curaçao en Sint Maarten, van het Wereldmuseum Amsterdam en van het Museon. Twee schilderijen hingen op de tentoonstelling van Carifesta in Georgetown (Guyana). Een groot aantal schilderijen bevindt zich in particulier bezit. Reproducties van vier schilderijen waren opgenomen in de door A.E. Salas uitgegeven serie kerst- en nieuwjaarskaarten van 1971. Een kleurenreproductie van landhuis Ascencion werd als bijlage gevoegd bij het tijdschrift Watapana van oktober 1970.

## Afbeeldingen

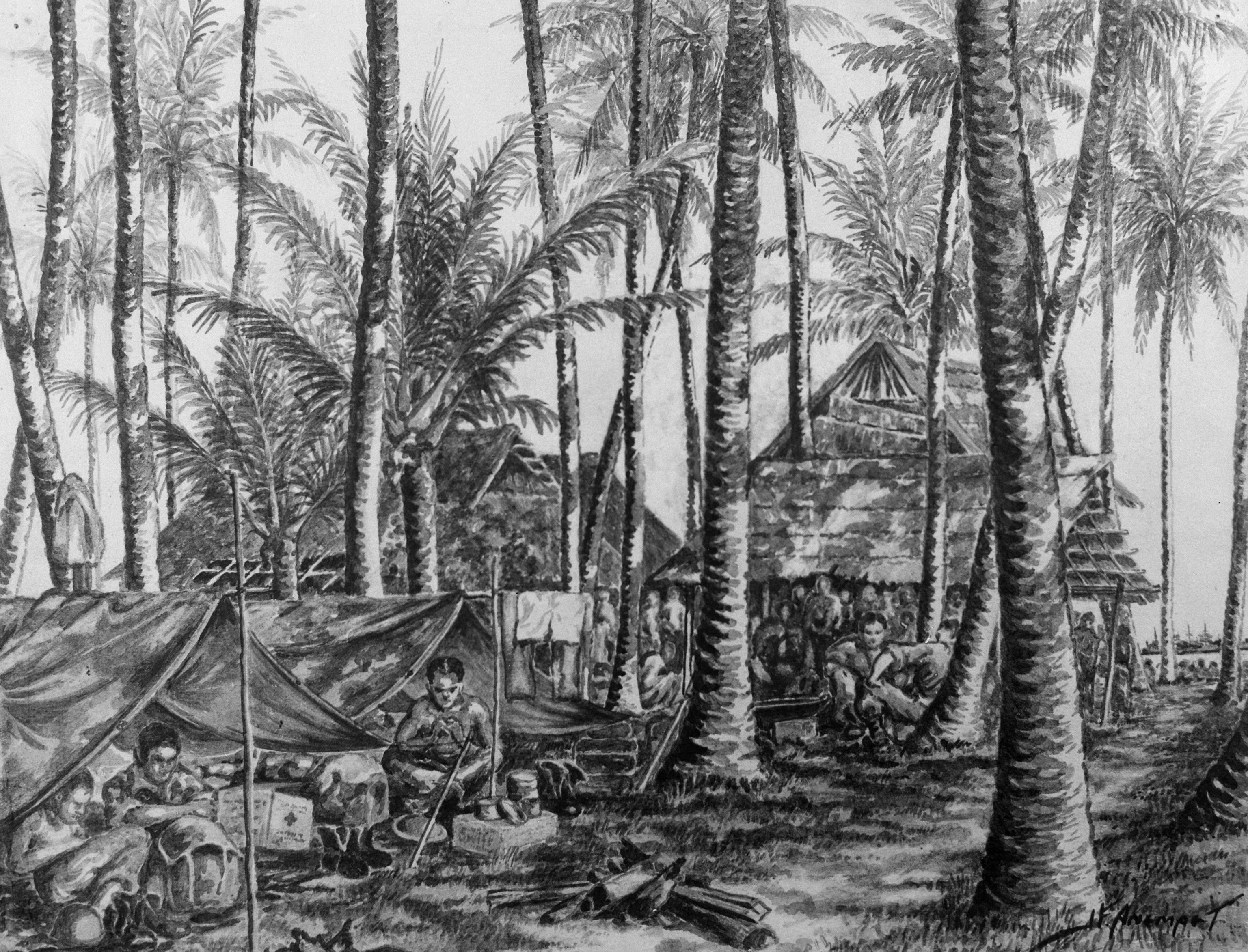
Tekening van een bivak
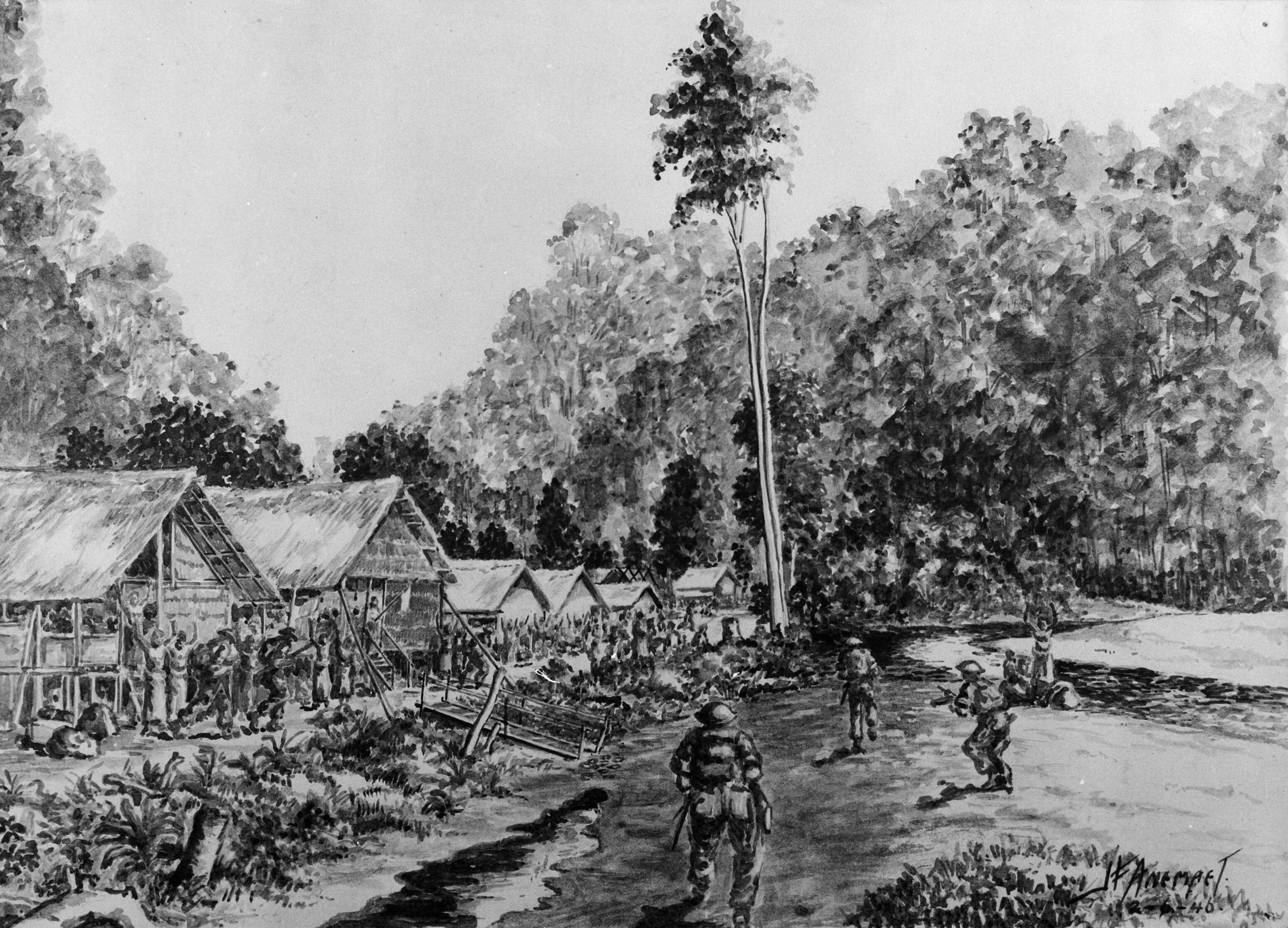
Tekening van een patrouille
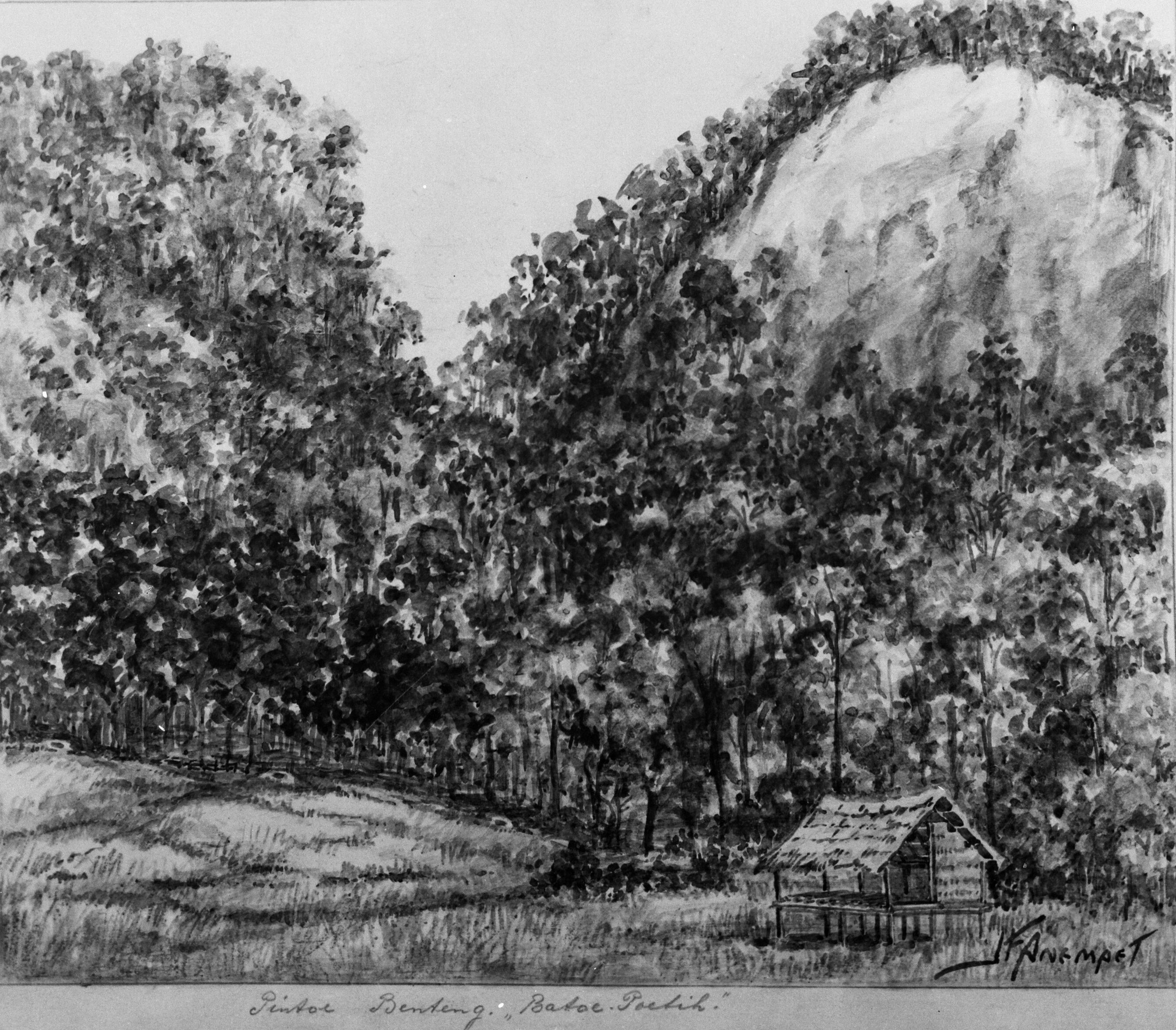
Tekening getiteld Pintoe Benteng, 'Batoe Poetih'